# Osel poitouský

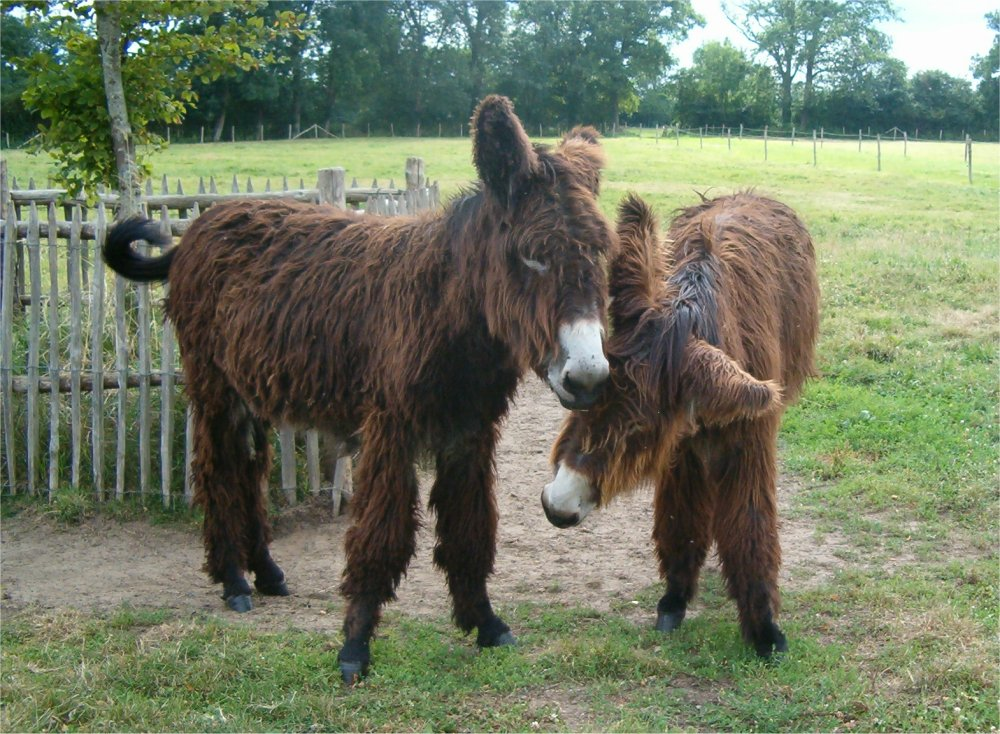
Osel poitouský

Osel poitouský, známý i pod francouzským jménem Baudet de Poitou, je nejmohutnější plemeno osla domácího.

## Popis
Osel poitouský je největším plemenem osla domácího a rozměry předčí mnohá plemena koní. Dorůstá výšky v kohoutku až 170 cm a hmotnosti přes 350 kg. Je černý nebo tmavohnědý, pouze okolí tlamy je bílé nebo světle krémové. Jeho srst je hustá, bohatá, podobná vlně a splývá po stranách těla, podobně jako u dlouhosrstých plemen psů. Má dlouhou splývající hřívu podobnou koňské, která často tvoří nad čelem nápadnou čupřinu. Nad vysokými úzkými kopyty mu vyrůstají nápadné rousy, tj. věnec dlouhých chlupů.
Osel poitouský je velmi silný, skromný a odolný vůči nemocem, ale přitom přátelský, trpělivý a učenlivý. Dožívá se věku až 35 let.

## Původ a využití
Pochází ze západní Francie, z oblasti Poitou, kde se v minulosti využíval zejména ke křížení s koňmi za účelem chovu odolných a silných mul používaných pro těžkou práci v zemědělství. Jinak sloužil jako soumar, k jízdě, méně často k zápřahu. Dříve sloužil ve francouzské armádě jako tahoun těžkých děl. Po 2. světové válce v důsledku mechanizace zemědělství výrazně klesla poptávka po mulách, což se projevilo i na zájmu o toto plemeno, které téměř vyhynulo. V roce 1977 bylo celosvětově evidováno jen 44 čistokrevných zvířat. Od 90. let probíhá záchranný program pod záštitou francouzské vlády a chovatelských sdružení. Chová se především ve Francii, ale i v několika dalších evropských zemích a v USA. V současnosti (2025) je stav populace stabilizovaný, počet jedinců se odhaduje na několik stovek. Stále však spadá do kategorie kriticky ohrožených zvířat.
V České republice je chován pouze jako zvláštnost v zoologických zahradách nebo v zájmových chovech.

## Osel poitouský v českých zoo
V České republice je osel poitouský chován v Zooparku Vyškov, Zoo Olomouc, Zooparku Chomutov a Zooparku Olovnice.